# 下田城 (土佐国)
下田城（しもだじょう）は、高知県南国市にあった中世の日本の城（平城）。

## 概要
高知県南国市の下田川右岸の台地上に位置する。東西・南北ともに約100mで、周囲に堀を巡らし東西に郭を置く構造だったとされる。
文明年間に大中臣氏が当地で勢力を得て城を築き、地名の下田姓を名乗った。天文16年（1547年）に城主・下田駿河守は介良城の横山氏、徳善城の公文氏と一緒に長宗我部国親と戦い、弟・七郎右衛門とともに戦死した。